# Do You Know Squarepusher
Do You Know Squarepusher è un album discografico del musicista gallese Squarepusher, pubblicato nel 2004. La versione CD include un secondo album dal titolo Alive in Japan.

## Tracce
Do You Know Squarepusher
1. Do You Know Squarepusher – 5:05
2. F-Train – 4:19
3. Kill Robok – 3:34
4. Anstromm-Feck 4 – 3:29
5. Conc 2 Symmetriac – 1:23
6. Mutilation Colony – 10:48
7. Love Will Tear Us Apart – 3:32

Alive in Japan
1. Mutilation Colony - excerpt – 2:43
2. The Exploding Psychology – 7:39
3. My Red Hot Car – 5:02
4. Do You Know Squarepusher – 5:01
5. Direct To Mental – 3:23
6. Boneville Occident – 7:13
7. Go! Spastic – 8:47
8. Greenways Trajectory – 9:50
9. My Fucking Sound – 8:56
10. Anstromm-Feck 4 – 4:18